# Subaru Outback
Subaru Outback – samochód osobowy klasy średniej, a następnie SUV typu klasy średniej produkowany przez japońską markę Subaru od 1995 roku. Od 2025 roku produkowana jest siódma generacja modelu. Pojazd bazował wcześniej na modelu Legacy.

## Subaru Outback I
Subaru Outback I produkowane było w latach 1995 – 1999.

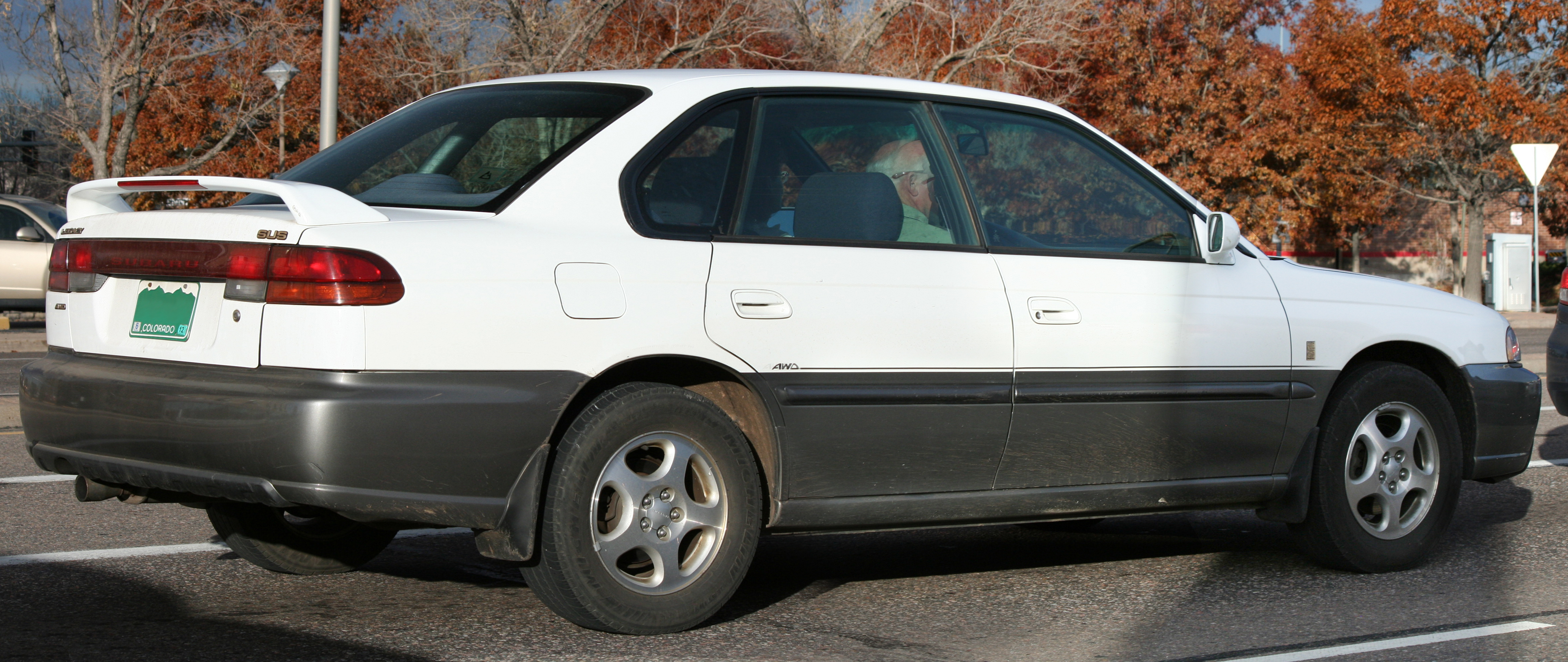
Subaru Outback I sedan

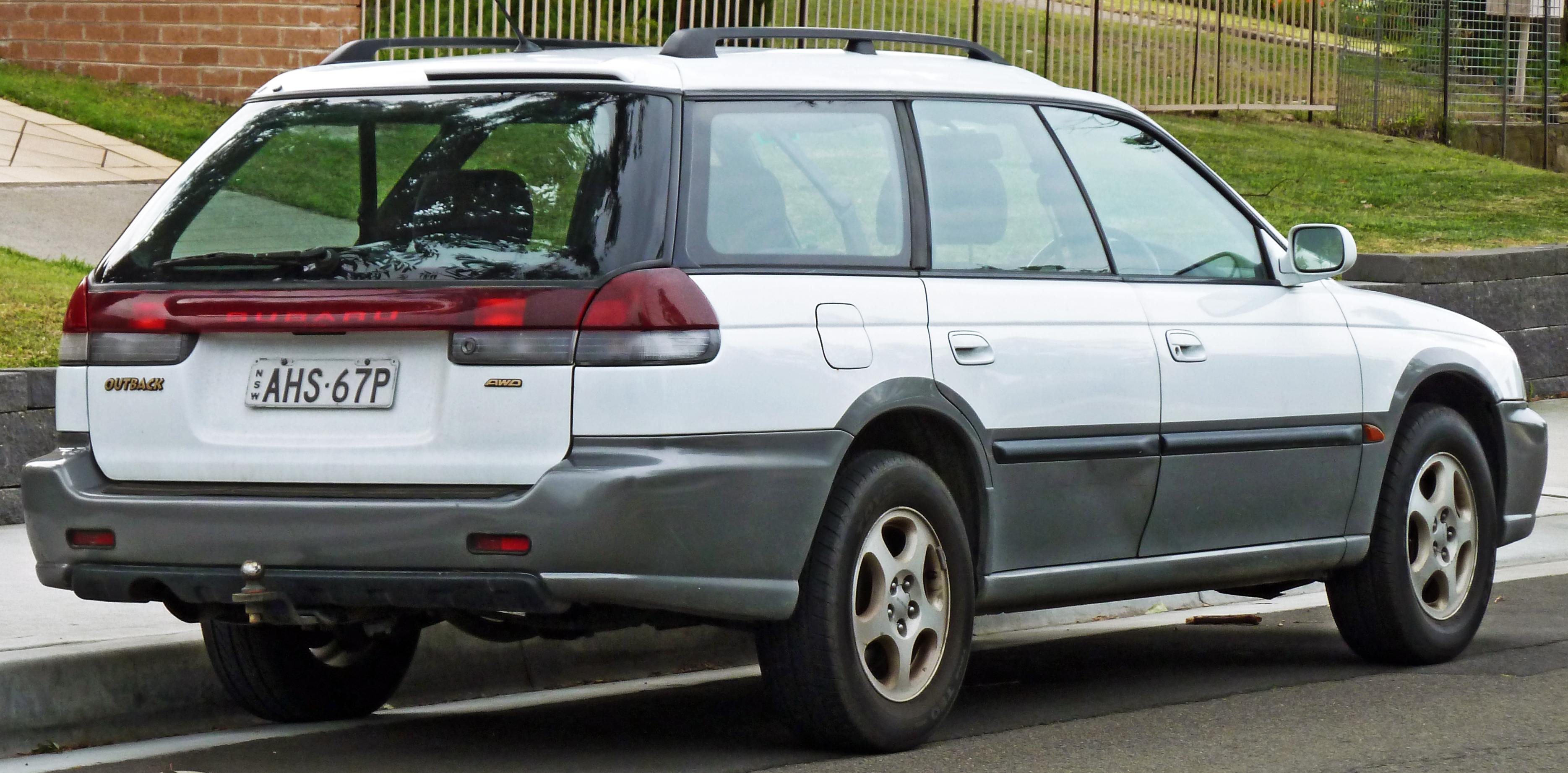
Tył Outback I

## Subaru Outback II
Subaru Outback II produkowany był w latach 1999 – 2004.

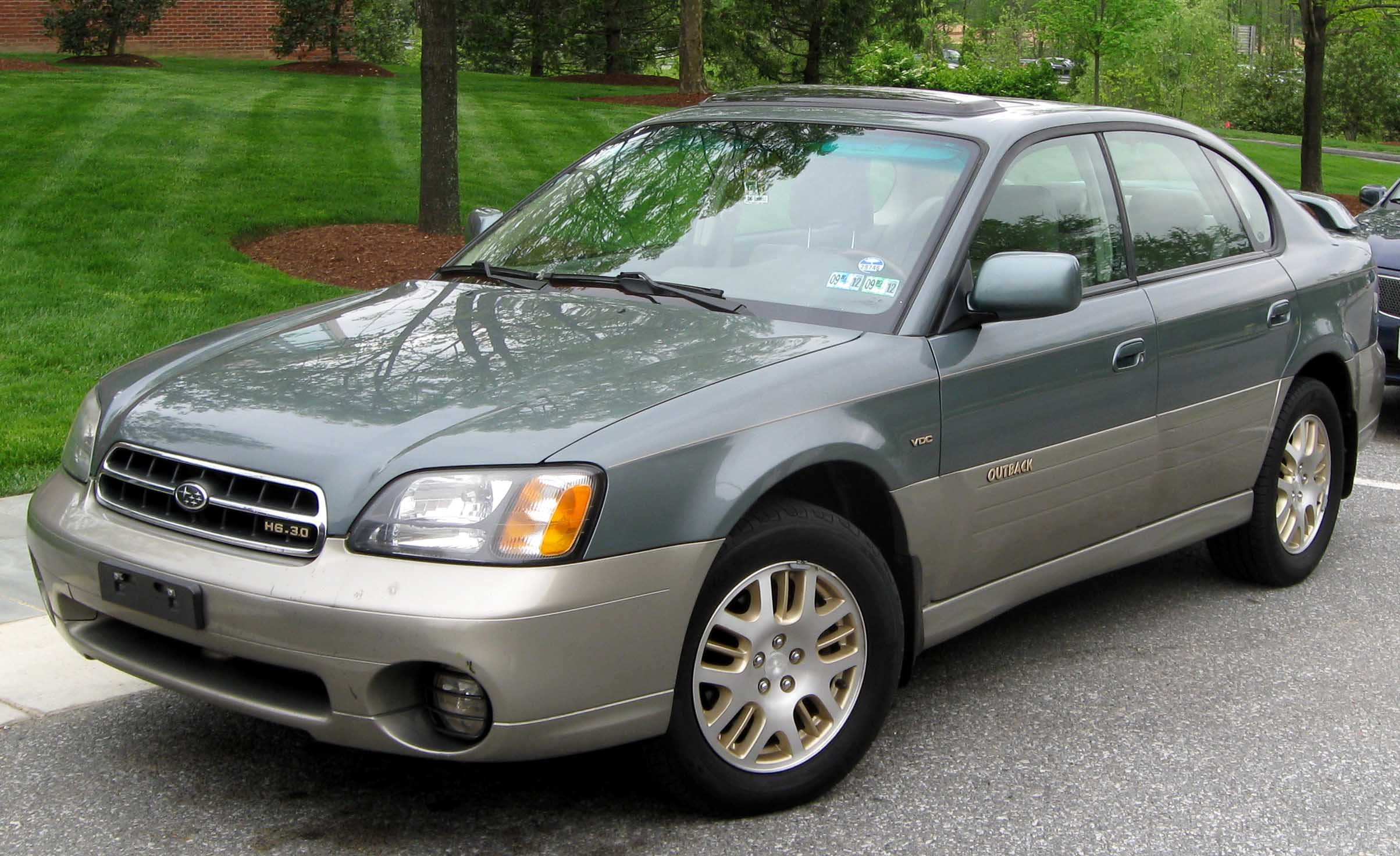
Subaru Outback II sedan

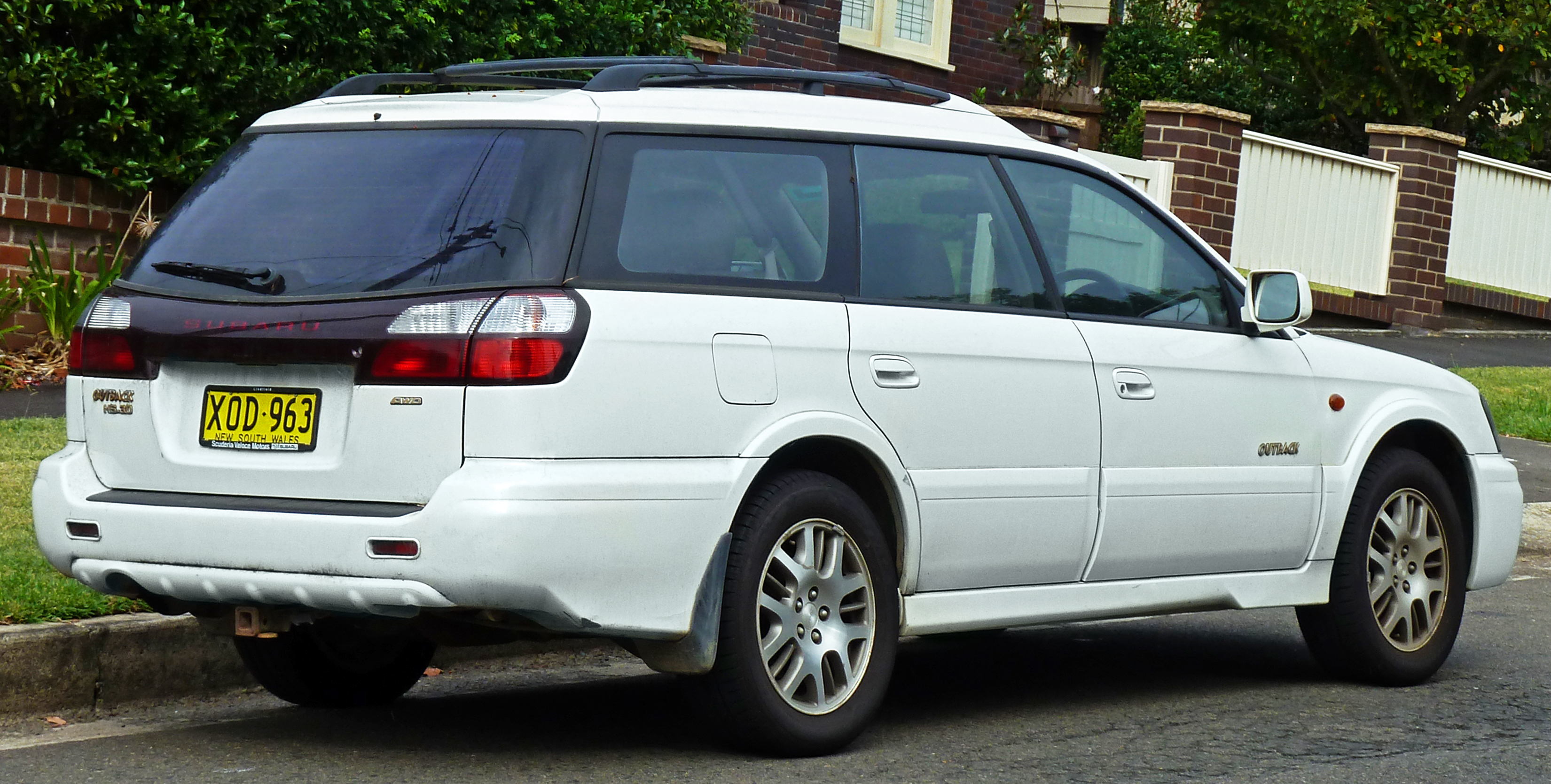
Tył Subaru Outback II kombi

## Subaru Outback III
Subaru Outback III produkowane było w latach 2003 – 2009.

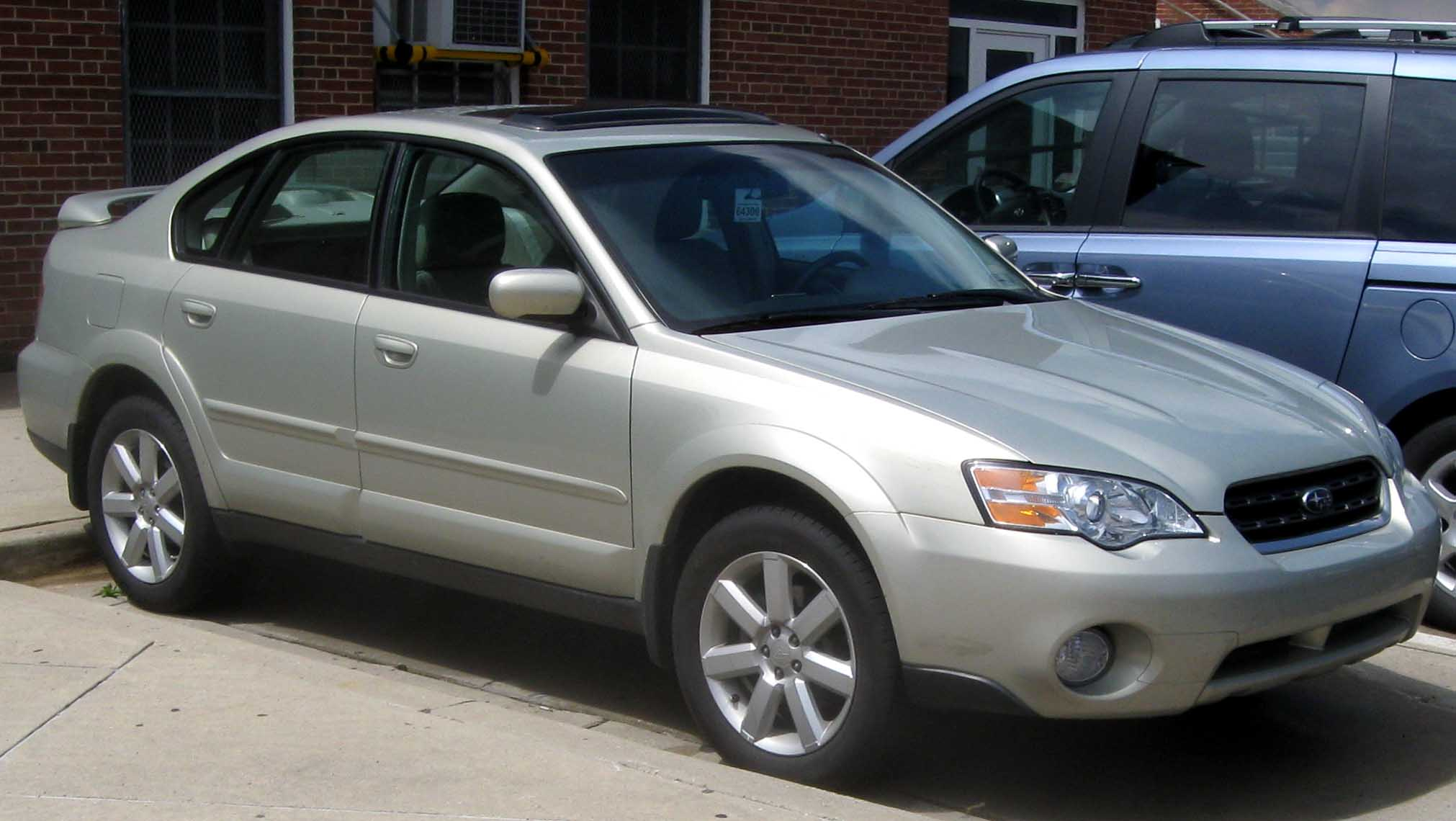
Subaru Outback III sedan

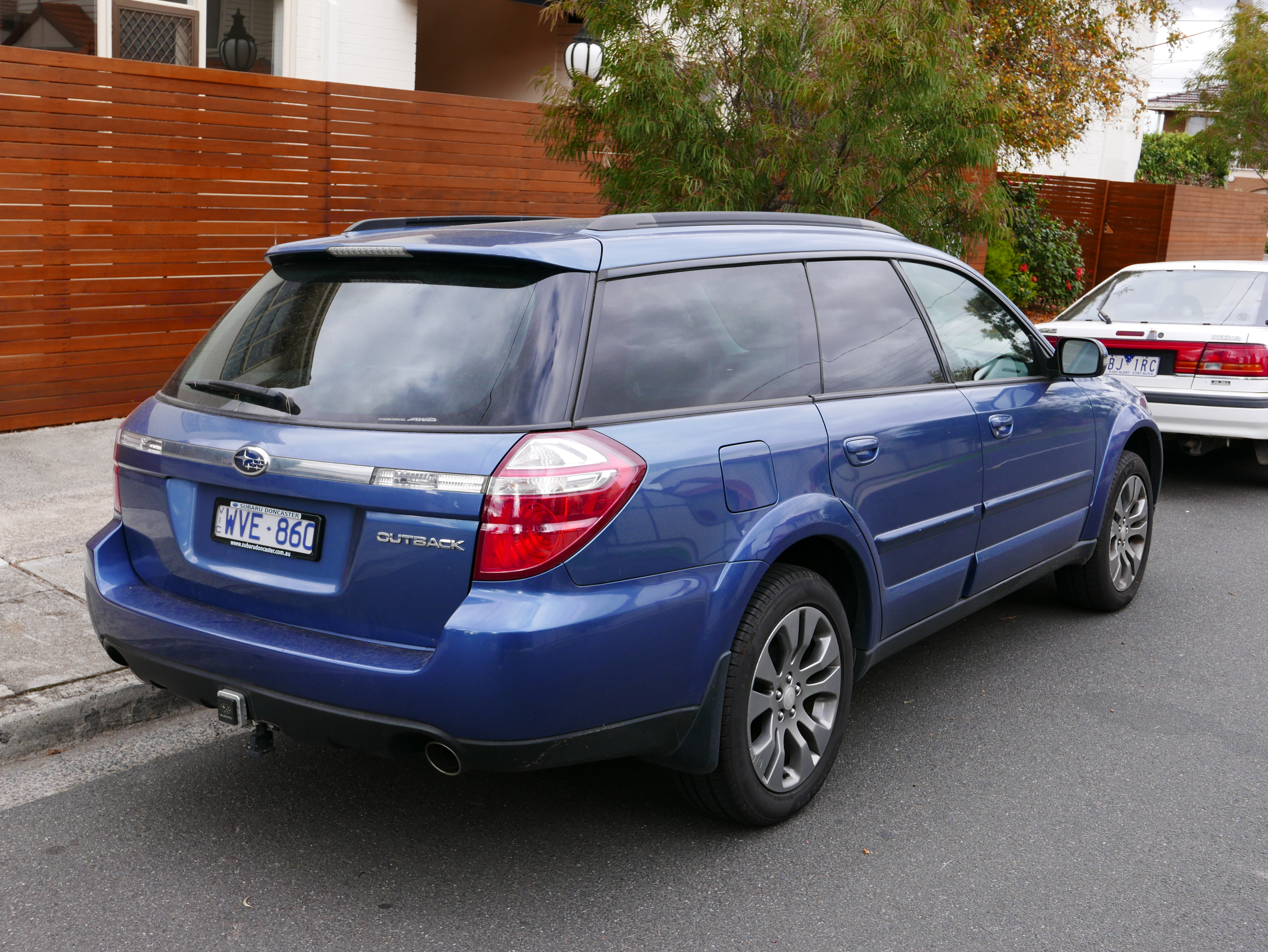
Tył Subaru Outback III kombi

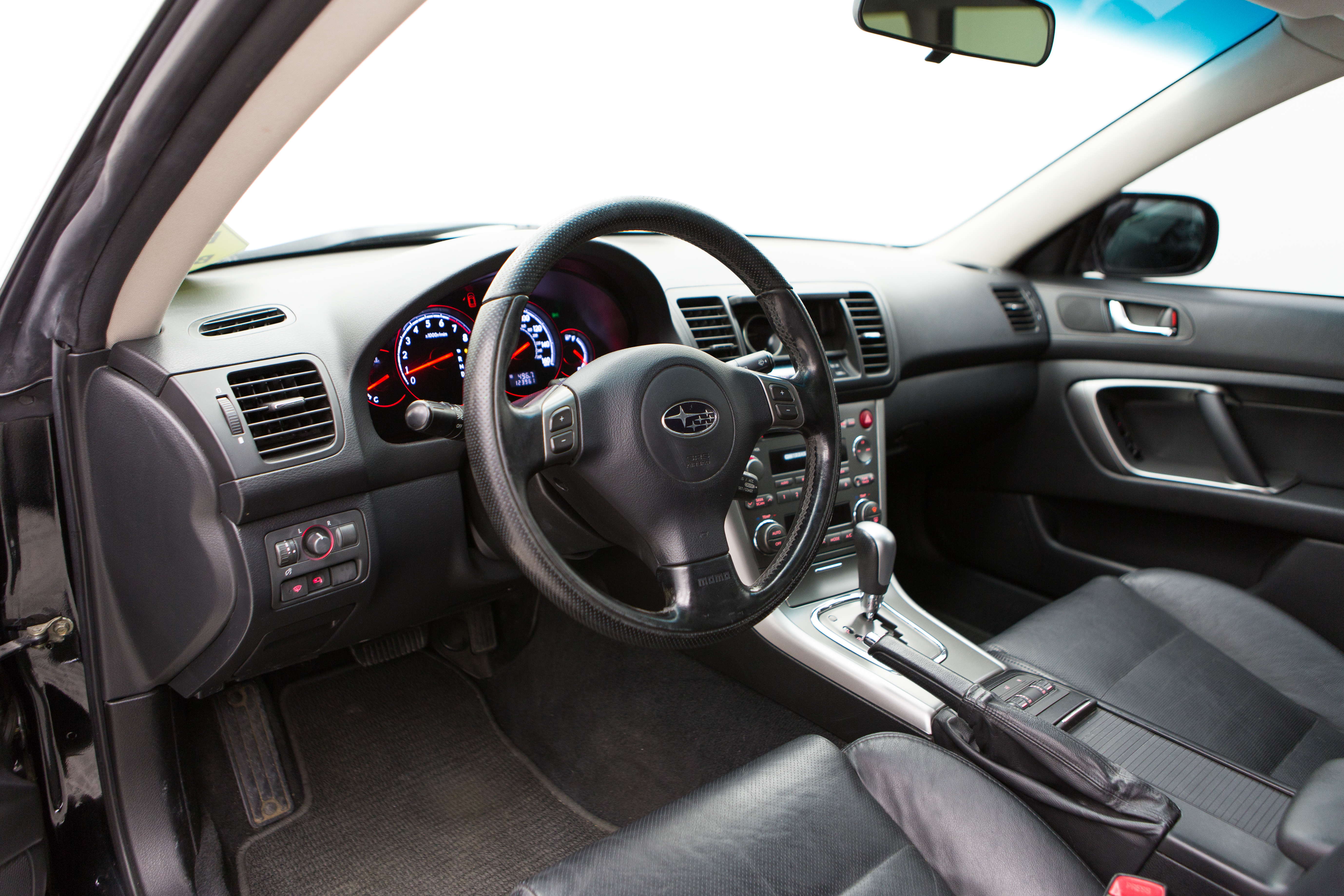
Wnętrze Subaru Outback III

## Subaru Outback IV
Subaru Outback IV produkowany był w latach 2009 – 2014. Auto zostało po raz pierwszy zaprezentowane podczas targów motoryzacyjnych w Nowym Jorku w 2009 roku.

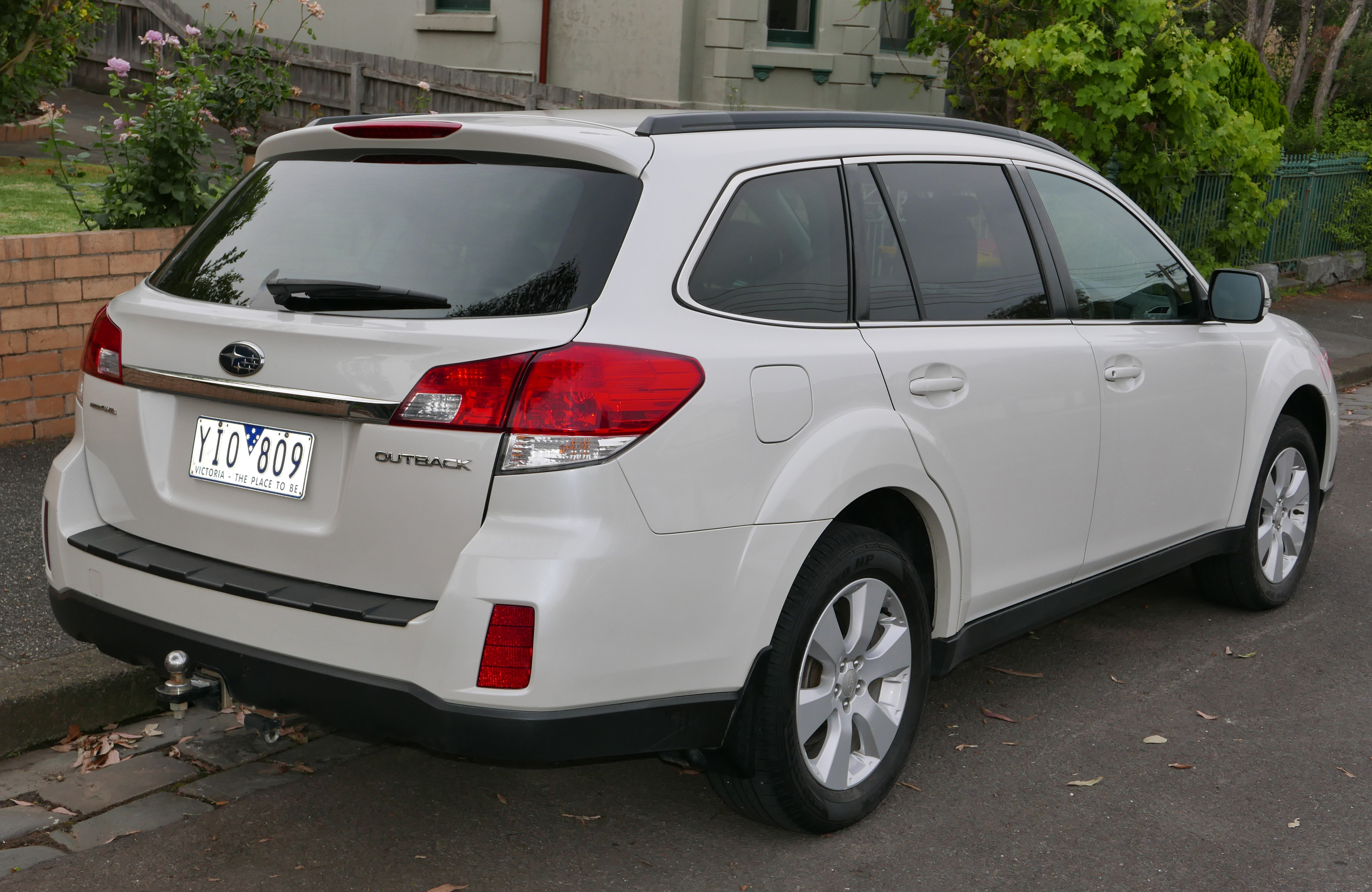
Tył Subaru Outback IV

Samochód zbudowany został na nowej płycie podłogowej.

## Subaru Outback V
Subaru Outback V produkowane było w latach 2014 – 2019. Auto zostało po raz pierwszy zaprezentowane podczas targów motoryzacyjnych w Nowym Jorku w 2014 roku.

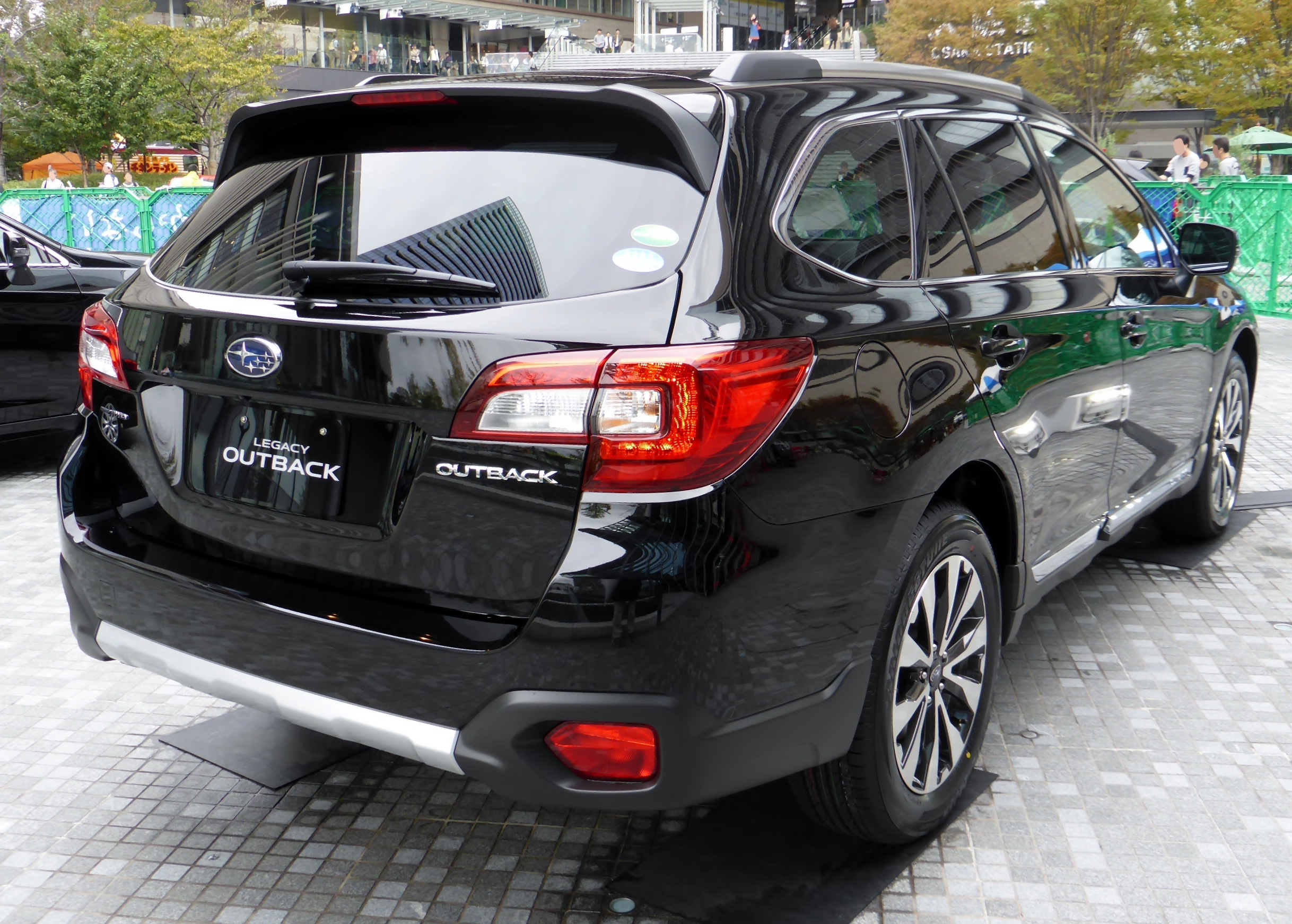
Tył Subaru Outback V

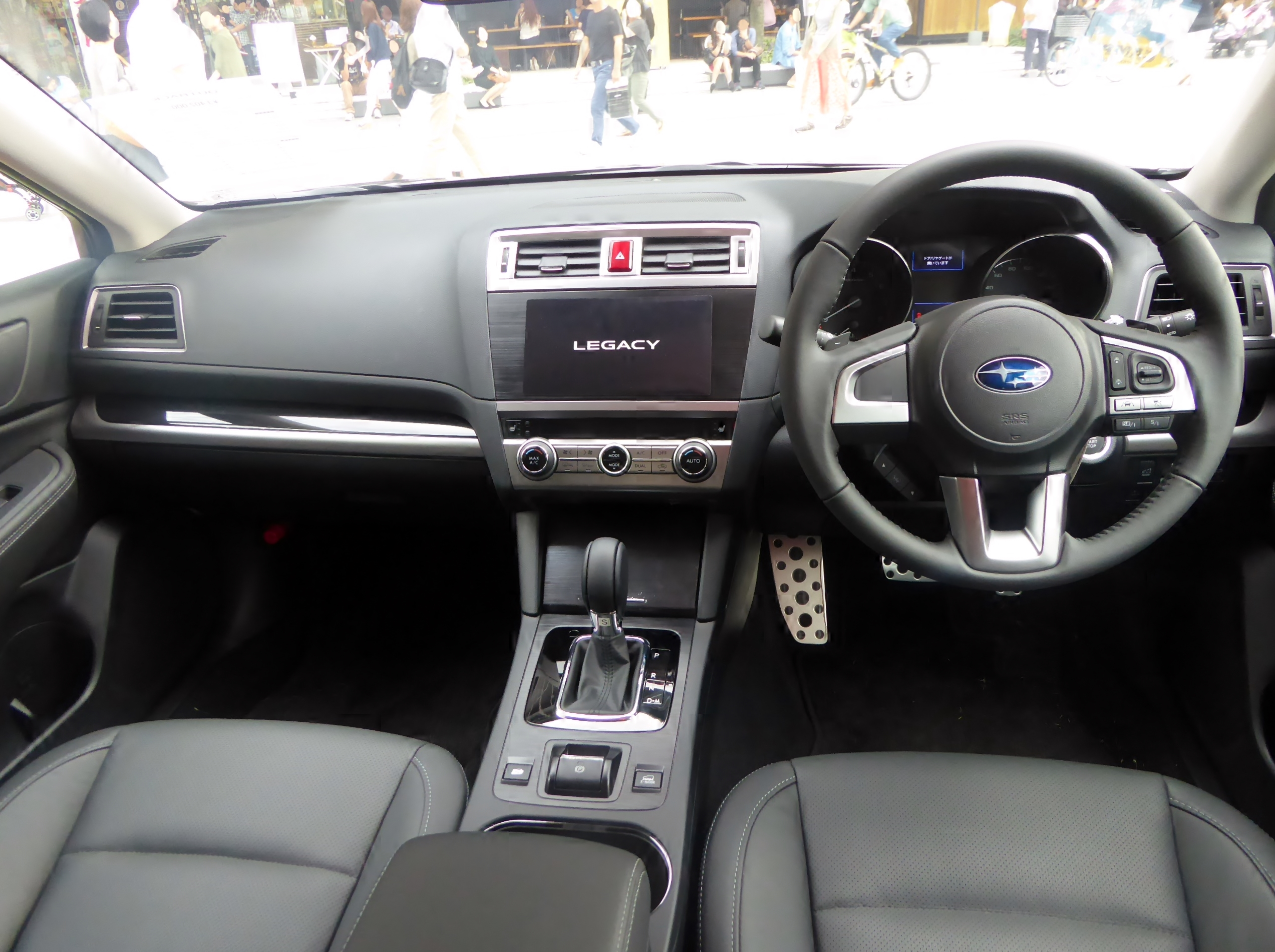
Wnętrze Subaru Outback V

### Wersje wyposażeniowe
- Trend
- Active
- Comfort
- Exclusive

## Subaru Outback VI
Subaru Outback VI produkowane było w latach 2019 – 2025. Auto zostało po raz pierwszy zaprezentowane podczas targów motoryzacyjnych w Nowym Jorku w 2019 roku.

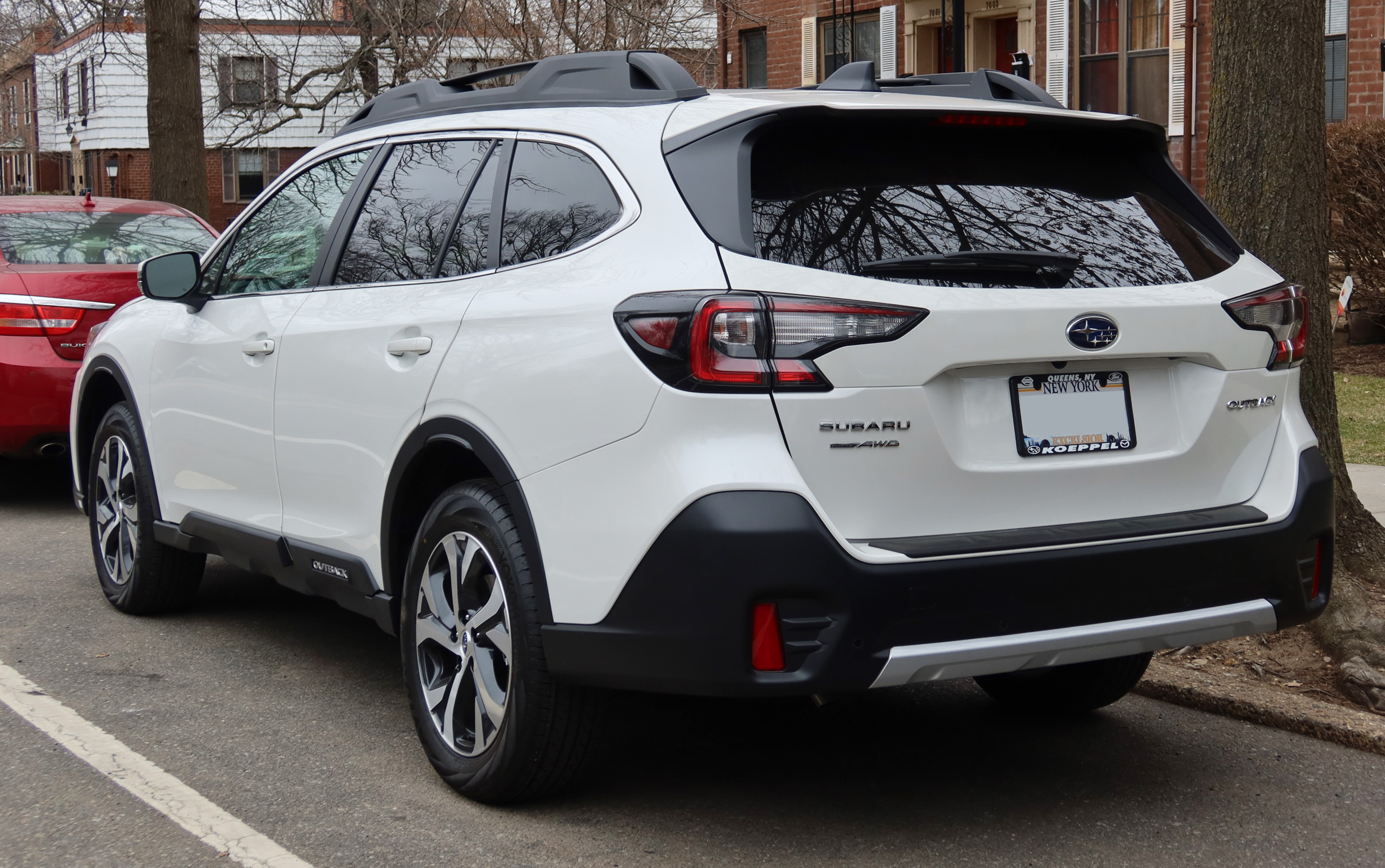
Tył Subaru Outback VI

## Subaru Outback VII

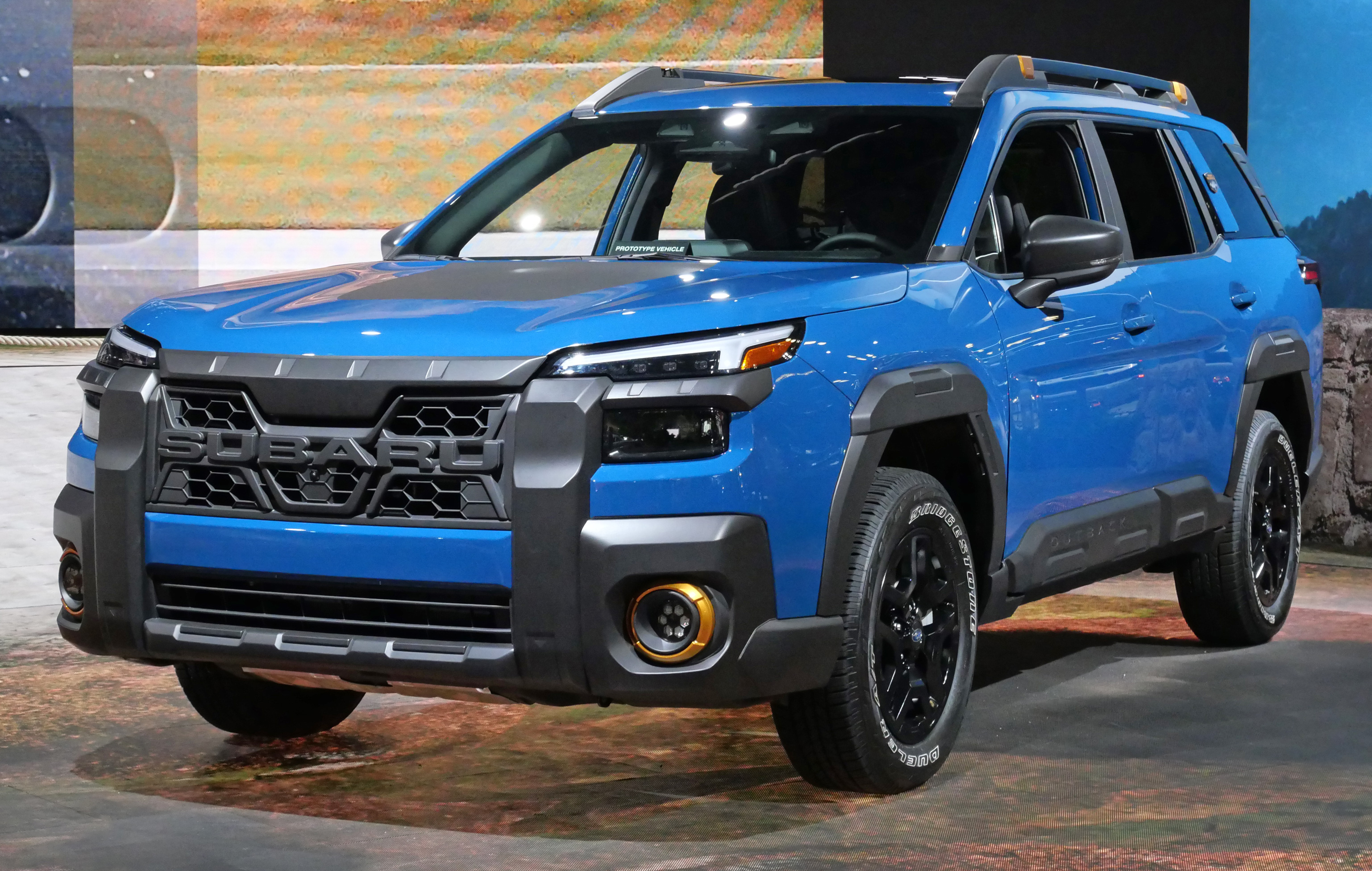
Subaru Outback VII

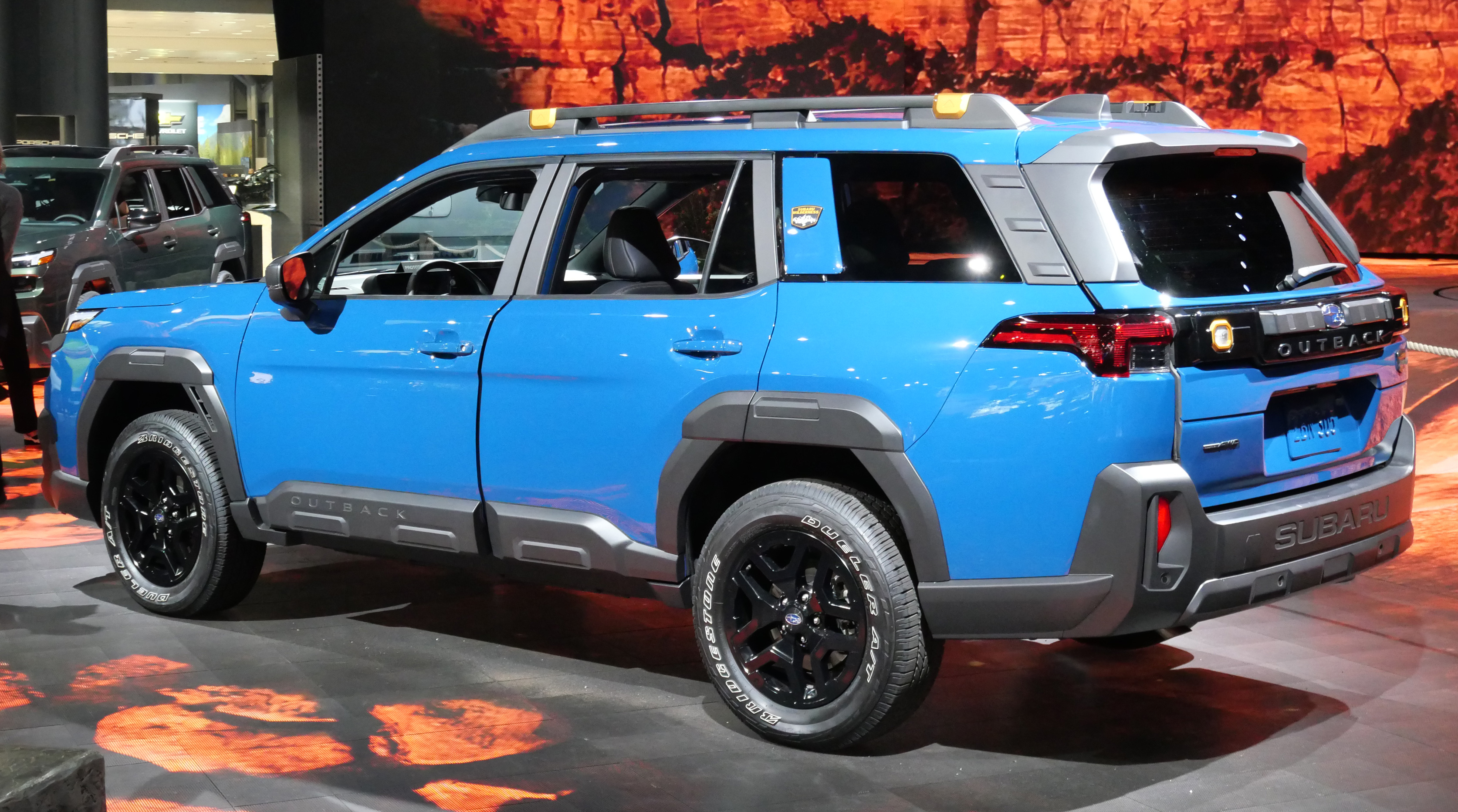
Tył Subaru Outback

Subaru Outback VII zostało zaprezentowane po raz pierwszy w kwietniu 2025 roku.
Pojazd został zbudowany na bazie platformy Subaru Global Platform. W przeciwieństwie do poprzednich generacji samochód przyjął nową formę - jest SUV-em klasy średniej oraz nie bazuje na modelu Legacy, który został wycofany z produkcji w 2025 roku. 
Siódma generacja modelu jest oferowana z dwoma silnikami spalinowymi: 2.5 134 kW (182 KM) oraz 2.4 194 kW (264 KM).